# 까치 까치 설날은
《까치 까치 설날은》은 1996년 2월 19일 EBS에서 방영된 설날 특집 드라마이다. EBS 개국 5년 만에 처음으로 제작된 성인용 드라마로, 현대인이 잊고 사는 '효' 정신을 되살리는 휴먼 드라마이다. 이 작품은 '부모 공경'이라는 전통적 주제를 현대적으로 재해석하면서 코믹한 연출과 우화적 요소를 조화롭게 담아냈다. 특히 30대 회사원 부부의 뚜렷한 개성과 귀신의 신통력을 활용한 흥미로운 전개가 특징이다.

## 줄거리
설날을 맞아 제사를 팽개치고 스키장을 찾은 30대 회사원 부부를 부모의 혼령이 혼내주는 내용을 담고 있다. 스키장에서 차례 지내는 현 세태를 풍자하며, 양가 조상신들이 만나 사돈 간에 서로 자식 험담을 하지 않으려 엎치락뒤치락하는 이야기를 그린다. 《크리스마스 캐럴》을 연상시키는 코믹터치 풍의 우화극으로, 자손들이 괴이한 현상들을 겪으며 조상들에 대해 다시 한번 생각하게 된다는 교훈적인 메시지를 담고 있다.

## 제작
- 연출: 안태근(EBS 다큐멘터리 《한국의 귀신》 연출)
- 촬영: 정재호
- 출연: 유승경, 이동신, 윤덕용, 유명순, 유순철

### 촬영 정보
- 촬영 시기: 1996년 1월 23일
- 촬영 장소: 강원도 횡성 스키장
- 제작비: 1,500만원(당시 EBS 드라마 평균 제작비 400만원의 약 4배)

## 의의
EBS의 첫 성인용 드라마로서, 교육채널의 딱딱한 이미지를 벗고 본격적인 성인 드라마 제작의 시발점이 되었다. 소재의 특이성으로 인해 촬영 중 언론의 관심을 받았으며, 적은 제작비에도 불구하고 작품성과 재미를 모두 추구했다는 평가를 받았다.